# Spirit of the Night
Spirit of the Night è un singolo della cantante sammarinese Valentina Monetta e del cantante statunitense Jimmie Wilson, pubblicato nel 2017. 

## Il brano
La canzone è stata scritta da Ralph Siegel, Jutta Staudenmayer e Steven Barnacle.
Nel maggio 2017, i due interpreti con il brano sono in gara all'Eurovision Song Contest 2017 in programma a Kiev (Ucraina), in rappresentanza di San Marino.

## Tracce
- Download digitale

1. Spirit of the Night (Radio Version) – 3:15
2. Spirit of the Night (ESC Version) – 3:06
3. Spirit of the Night (Club Version) – 5:06
4. Spirit of the Night (Karaoke Version) – 3:06